# Hubert Maria Moran

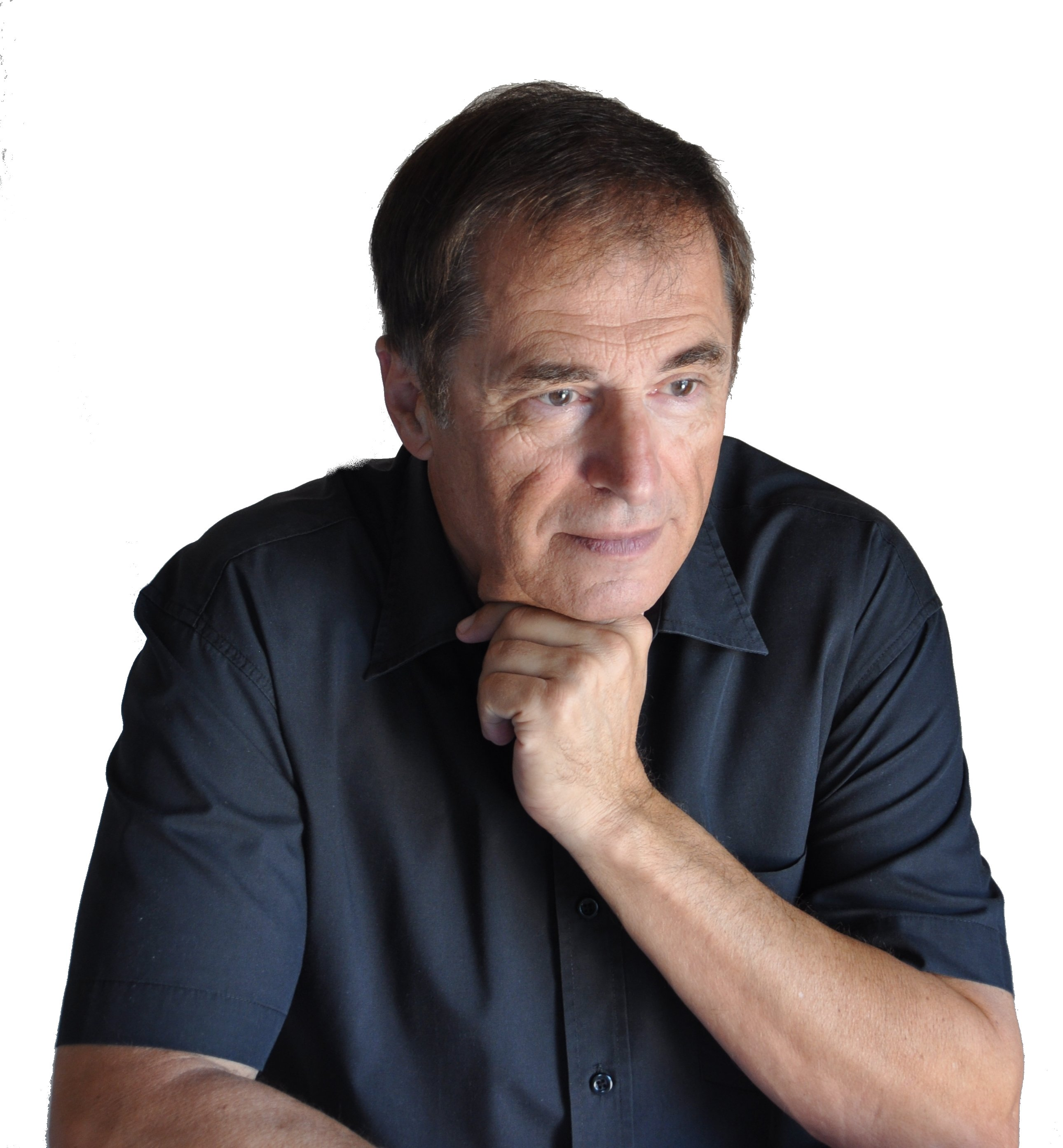
Hubert Maria Moran

Hubert Maria Moran (* 14. Juli 1946 in Kadöll, Glanegg, Kärnten, Österreich) ist ein österreichischer Schriftsteller und bildender Künstler.

## Biografie
Von 1970 bis 1980 absolvierte er Studien in Bildhauerei und Malerei, u. a. bei Moroder und Svoboda. Er lebt und wirkt in der Gemeinde Glanegg in Kärnten.

## Literarisches Werk
Der Autor verarbeitet in seinen Texten Alltägliches, Gesehenes, Erlebtes. Manchmal dokumentarisch und gesellschaftskritisch, manchmal träumend, satirisch, romantisierend, ironisch und den Gefühlen freien Lauf lassend, aber immer die Liebe und den geistigen Frieden vor Augen führend. Seine literarischen Werke sind im besonderen Maß von humanen Aspekten und friedvollem Sein wie vom Licht des Lebens getragen. Er hat mehrere Bücher mit Lyrik, Prosa, Gedichten, Balladen und Aphorismen veröffentlicht.
Ihm ist die Konfrontation von Literatur und bildender Kunst mit der Vielschichtigkeit des Universums und der Menschen ein Bedürfnis. Geprägt durch beide Welten, in denen er sich zuhause fühlt, durchdringt er Farbenpracht, Formen und Dichtung und macht sie auf seine Weise zugänglich, durch Texte und Darstellungen als starke Kraft seines sinnlichen Empfindens. Seine Poesie wie seine Malerei sind als ein Fest der Worte und transzendentalen Bilder anzusehen, denn er ist ein Unermüdlicher und ständig bestrebt, mit bildlichen und geistigen Ausdrucksmitteln zu variieren.

## Publikationen
- Lyrische Lebensreise. 2006. ISBN 978-385022-541-0
- MA-Anthologie Querschnitte. 2008
- Dås Lebm – a Tram, 2008. ISBN 978-3-7086-0382-7
- Unikale Spur 2009. ISBN 978-3-7086-0466-4
- Friedenswind 2013. ISBN 978-3-7086-0763-4
- Reflexionen 2017. ISBN 978-3-7086-0941-6